# جنة الجرد
جنة الجرد قرية سورية في ناحية دوير رسلان في منطقة دريكيش التابعة لمحافظة طرطوس.